# Amondara
Amondara – miejscowość i dżamoat w północno-zachodnim Tadżykistanie w dystrykcie Pandżakent na terenie wilajetu sogdyjskiego. Populacja dżamoatu wynosi 10 486 osób.